# Achtvoudig pad (natuurkunde)

Het meson-octet met (horizontaal) isospin I_{3}, (diagonaal) lading Q en (verticaal) vreemdheid S als coördinaten

Het baryon-octet met isospin I_{3}, lading Q en vreemdheid S als coördinaten

Het baryon-decuplet met beneden het door Gell-Mann voorspelde deeltje Omega-minus

Het achtvoudig pad (Engels: eightfold way) is in de theoretische natuurkunde een term voor een classificatiemethode die subatomaire baryonen en mesonen oorspronkelijk in octetten organiseerde. De term octet is bedacht door de Amerikaanse natuurkundige Murray Gell-Mann en verwijst naar het Achtvoudige Pad van het boeddhisme. De theorie werd onafhankelijk voorgesteld door de Israëlische natuurkundige en diplomaat Yuval Ne'eman en leidde tot de verdere ontwikkeling van het quarkmodel.
Naast het organiseren van de mesonen en spin-1/2 baryonen in octetten, vormen de beginselen van het Achtvoudig pad toegepast op de spin-3/2 baryonen een decuplet. Een van de deeltjes uit dit decuplet was echter nog nooit waargenomen. Gell-Mann noemde dit deeltje Omega-minus (Ω−) en voorspelde in 1962 dat dit deeltje een vreemdheid van -3, een elektrische lading van −1 en een massa in de buurt van 1680 MeV zou hebben. In 1964 werd door een deeltjesversnellergroep in Brookhaven een deeltje ontdekt dat nauw aansloot bij deze voorspellingen. Hierdoor werd het Achtvoudig pad een triomfantelijk succes. Gell-Mann ontving in 1969 voor zijn voorspelling van het deeltje Omega-minus de Nobelprijs voor Natuurkunde.
Het Achtvoudig pad kan in moderne termen worden begrepen als een gevolg van smaaksymmetrieën tussen de verschillende soorten quarks. Aangezien de sterke kernkracht voor quarks van willekeurige smaak hetzelfde is, verandert het vervangen van de ene smaak quark in een hadron door de andere de massa van de hadron nauwelijks. Wiskundig kan dit vervangen van de ene door de andere quark worden beschreven door elementen van de SU(3) groep. De octetten en andere ordeningen zijn representaties van deze groep. Ofwel, in plaats van drie tripletten kunnen er ook patronen gevormd worden bestaande uit een singulet (door Gell-Mann buiten beschouwing gelaten), twee octetten en een decuplet.